# Schweriner Sportclub (voleibol feminino)
O O voleibol feminino do Schweriner Sportclub é um clube de voleibol feminino alemão fundado em 1957

## História
Um dos tradicionais clubes de voleibol feminino alemão, antes mesmo da unificação do país, conta com apoio dos torcedores, que fazem de sua arena um verdadeiro "caldeirão" devido a torcida atuante e contagiante, obtendo êxito nos mais de 60 anos de trajetória em Schwerin, com mais de títulos nacionais e da Copa da Alemanha, que formou atletas na seleção nacional e olímpicos, detentor recordes nacionais.
Em 1964 o técnico Gerhard Fidelak assumiu o time.Na década de 2010 o Schwerin SC também obteve sucesso considerável nas copas europeias, disputou o playoffs na Liga dos Campeões da Europa de 2013, já nos anos de 2015 e 2016 alcançou o terceiro lugar na Challenge Cup de 2014-15 e na Copa CEV 2015-16.Alcunhas utilizadas:
- SC Traktor Schwerin (1957–1991)[2]
- Schweriner SC and SSC Schwerin (1991–2016)[2]
- SSC Palmberg Schwerin (2016-presente)[2]

## Títulos

### Competições Nacionais
Campeonato Alemão
- Campeão:1994-95, 1997-98, 1999-00, 2000-01, 2001-02, 2005-06, 2008-09, 2010-11, 2011-12, 2012-13[2],

2016-17, 2017-18
- Vice-campeão:1993-94[1], 1996-97[1]
- Terceiro posto:1992-93[1], 1995-96[1], 2003-04[1], 2006-07[1], 2007-08[1], 2009-10[1], 2014-15[1]

 Campeonato da Alemanha Oriental
- Campeão:1975-76, 1976-77, 1979-80, 1980-81, 1981-82, 1982-83, 1983-84[2]

Copa da Alemanha
- Campeão:2000-01, 2005-06, 2011-12, 2012-13[2]
- Vice-campeão:2016-17[1]
- Terceiro posto:2009-10[1], 2017-18[1]
- Quarto posto:2013-14[1]

Copa da Alemanha Oriental
- Campeão:1980-81, 1981-82, 1987-88, 1989-90[2]

 Supercopa Polonesa:
- Campeão:2017-18[1],2018-19[1]

### Competições Internacionais
CEV Champions League: 1
- Campeão:1977-78

 Copa CEV: 1
- Campeão:1974-75[2]
- Terceiro posto:1991-92[1], 2006-07[1], 2015-16[2], 2017-18[1]

 Challenge Cup : 0
- Terceiro posto:2014-15[2], 2016-17[1]
- Quarto posto:1994-95[1]

 Torneio Internacional Top Volley: 0
- Terceiro posto:2000-01[1]